# ماتياس كورفينوس
ماتياس كورفينوس (Matthias Corvinus)، أو كما لُقب بـ «ماتياس الأول»، ولد في 23 فبراير عام 1443 وتوفي في 6 أبريل عام 1490. كان ملك المجر وكرواتيا بين عامي 1458 و1490، بعد شنه عدة حملات عسكرية، انتُخب ملكًا لبوهيميا في عام 1469 واتخذ لقب «دوق النمسا» عام 1487، كان ابنًا ليوحنا هونياد، وصي عرش المجر الذي توفي عام 1457، سُجن ماتياس برفقة أخيه الأكبر لازلو هونياد تحت أوامر الملك لازلو اليتيم، تم أُعدم شقيقه لازلو هونياد، مما أدى لنشوب حملة تمرد ضد الملك الذي سرعان ما فرّ مغادرًا نحو مملكة بوهيميا، وبعد وفاة الملك بشكل الغير متوقع، شجّع خاله مايكل سزيلاجي طبقات المجتمع على إعلانه ملكًا بالإجماع في 24 يناير عام 1458. بدأ ماتياس حكمه تحت وصاية خاله، إلا أنه تولى سلطته الفعّالة بعد أسبوعين من توليه لمنصبه.
كانت مكتبته وتسمى بـ كورفينيانا أكبر مكتبة تضم للكتب العلمية والسجلات التاريخية والكتب الفلسفية في أوروبا في القرن الخامس عشر.
كانت له العديد من المحاولات لضم مولدوفا إلى المجر منها معركة بايا 1467، التي أسفرت عن هزيمته جيشه وهروبه إلى ترانسيلفانيا وموته جراء إصابته بسهم.
بوصفه ملكًا، شنّ ماتياس حروبًا ضد المرتزقة التشيكيين الذين هيمنوا على المجر العليا (والتي هي اليوم أجزاء من سلوفاكيا والمجر الشمالية)، وضد فريدرش الثالث، إمبراطور الروماني المقدس، الذي ادّعى أن حكم المجر من حقه، خلال تلك الفترة غزت الدولة العثمانية كلًا من صربيا والبوسنة، قاضية على منطقة الدويلات الحاجزة على طول الحدود الجنوبية لمملكة المجر. وقّع ماتياس على معاهدة صلح مع فريدرش الثالث عام 1463، معترفًا بحق الملك تنصيب نفسه ملكًا على المجر. استعاد الإمبراطور تاج المجر المقدس الذي تُوّج به ماتياس في 29 أبريل من عام 1464. في ذلك العام، غزا ماتياس الأراضي التي احتلها العثمانيون مؤخرًا واستولوا على قلاع في البوسنة، أدرك حالًا ألّا يتوقع إمدادات كبيرة من القوى المسيحية، مما استدعاه للتخلي عن سياساته ضد العثمانيين.
أقدم ماتياس على فرض ضرائب جديدة، كما كان يجمع على نحو منظم أموالًا كبيرة من الضرائب. تسببت هذه التدابير بنشوب ثورة في ترانسلفانيا عام 1467، إلا أنه كبح الجماعات المتمردة، في العام التالي أعلن ماتياس الحرب على جورج بوديبراد، ملك بوهيميا الهوسي، وتمكن من غزو كل من مورافيا وسيليزيا ولوساتيا، إلا أنه لم يستطع فرض سيطرته على بوهيميا بشكل كامل. أعلنته طبقات المجتمع من الكاثوليك ملكًا لبوهيميا في 3 مايو من عام 1469، إلا أن الملوك الهوسيين رفضوا الخضوع له حتى بعد موت قائدهم جورج بوديبراد عام 1471 بدلًا منه انتُخب فلاديسلاف الثاني ابن كازيمير الرابع وإليزابيث النمساوية شقيقة لازلو اليتيم، في حين عرض مجموعة من الأساقفة والملوك العرش المجري على شقيق فلاديسلاف الأصغر كازيمير، إلا أن ماتياس استطاع كبح تمردهم. بعد هزيمته جماع قوات كازيمير الرابع وفلاديسلاف في فروتسواف في سيليزيا أواخر عام 1474، انقلب ماتياس ضد العثمانيين، الذين دمروا الأجزاء الشرقية من المجر. أرسل إمدادات عسكرية إلى شتيفان الكبير أمير البغدان، ممكنًا إياه من صد سلسلة من الغزوات العثمانية في أواخر سبعينيات القرن الخامس عشر. في عام 1476، حاصر ماتياس شاباتس (مدينة في صربيا الغربية) وأطبق سيطرته عليها، والتي كانت بمثابة حصن عثماني حدودي هام، أبرم ماتياس معاهدة صلح مع فلاديسلاف ياغيلون عام 1478، مؤكدًا على قسمة الأراضي التشيكية بينهم. شنّ ماتياس حربًا ضد الإمبراطور فريدرش واحتل ولاية النمسا السفلى بين عامي 1482 و1487.
أسس ماتياس واحدًا من أوائل الجيوش الدائمة من ذوي الخبرة في أوروبا الوسطى (الجيش الأسود المجري)، كما أعاد تشكيل الحكم العادل، وخفّض من سلطة البارونات، كما روّج لمهن الأفراد ذوي الموهبة مختارًا إياهم لأجل قدراتهم وليس على أساس مكانتهم الاجتماعية، رعى ماتياس كلًا من الفن والعلوم؛ ضمّت مكتبته الملكية «مكتبة كورفينيانا» واحدة من أوسع مجموعات الكتب في أوروبا كلها. تحت كنفه ورعايته، كانت المجر أول دولة حملت شعلة عصر النهضة من إيطاليا. وُصف ماتياس بالملك العادل، وكان يتجوّل مموّهًا بين رعاياه، ولا يزال بطلًا مشهورًا تتغنى به الحكايات الشعبية.

## العهد

### سنواته الأخيرة
تبعًا للكاتب المعاصر له فيليب دي كومينز، هاب رعايا ماتياس ملكهم خلال سنوات حياته الأخيرة لأنه نادرًا ما أظهر شفقة إزاء أولئك المتهمين بالخيانة. أمر بسجن رئيس الأساقفة بيتر فرادي عام 1484 وأمر بإعدام مستشار بوهيميا ياروسلاف بوسكوفيتش عام 1485. كما أمر بسجن نيكولاس بانفي، فرد من أحد العائلات الغنية عام 1487، على الرغم من تجنبه سابقًا التعرض لأفراد العائلات الأرستقراطية القديمة. يبدو أن سجن بانفي كان مرتبطًا بزواجه من ابنة جون الثاني، دوق غلوغو، نظرًا لرغبة ماتياس حجز المنصب لجون كورفينوس. تحالف جون المجنون مع دوق مونتسبيرغ هنري بودبرادي، وأعلنوا سويًا الحرب على ماتياس في 9 مايو. بعد ستة أشهر من ذلك، غزا الجيش الأسود المجري مقاطعته واستولى عليها.
في ذلك الوقت، رفع سكان مدينة أنكونا -إحدى بلدات الدولة البابوية- علم ماتياس آملين قدومه لحمايتهم ضد قوات البندقية. سرعان ما احتج البابا إنوسنت الثامن، إلا أن ماتياس رفض إهمال المفاتحة من السكان، موضحًا بأن العلاقة بينه وبين البلدة لن تؤثر على مصالح الكرسي البابوي، كما أرسل قوات مساعدة إلى حماه (أبو زوجته)، والذي كان يخوض حربًا ضد الحكم البابوي في البندقية، تم تمديد معاهدة عام 1482 بين المجر والامبراطورية العثمانية لسنتين أخريين عام 1488. إذ اشترطت على العثمانيين الإمساك عن غزو كل من والاشيا ومولدافيا في السنة التالية، منح ماتياس مقاطعتين لـ شتيفان الأكبر ضمن مولدافيا في ترانسلفانيا.
لم يستطع ماتياس المشي بعد معاناته من مرض النقرس، واضطر مساعدوه لحمله داخل مركبة خشبية بدءًا من شهر مارس عام 1489، منذ ذلك الحين تسببت خلافته صراعات مريرة بين كل من الملكة بياتريس وجون كورفينوس. طلب ماتياس من نسيبه ألفونسو، دوق كالابريا، إقناع أخته بألا تكافح للوصول للعرش، مشيرًا إلى أن الشعب الهنغاري مستعد للقتل حتى آخر نفس عوضًا عن خضوعه لسلطة امرأة، لتعزيز موقف ابنه غير الشرعي، عرض ماتياس سحب قواته من النمسا وتعيين الإمبراطور فريدرش خلفًا له، شريطة أن يمنح الإمبراطور كلًا من كرواتيا والبوسنة لجون كورفينوس مع لقب الملك.
شارك ماتياس في مراسم «أحد الشعانين» في فيينا عام 1490، إلا أنه شعر بالمرض الشديد صبيحة ذلك اليوم لدرجة عدم قدرته على تناول الفطور. خلال ساعات الظهر، تذوق قضمة من التين، والتي تبين بكونها ثمرة متعفنة، مما أحاله إلى الاهتياج وأغمي عليه فجأة، وأصبح في اليوم التالي غير قادر على الكلام بعد مرور يومين من المعاناة، توفي ماتياس في صباح اليوم السادس من شهر أبريل. تبعًا للأستاذ فريجيز كوراني، توفي ماتياس بسكتة دماغية؛ لكن الدكتور هيروبيغ إيجرت لا يستثني احتمالية إصابته بتسمم. شُيّعت جنازة ماتياس في كاتدرائية القديس اسطفان في فيينا ودُفن في كاتدرائية سيكشفهيرفار في 24 أو 25 أبريل عام 1490.

## معرض صور

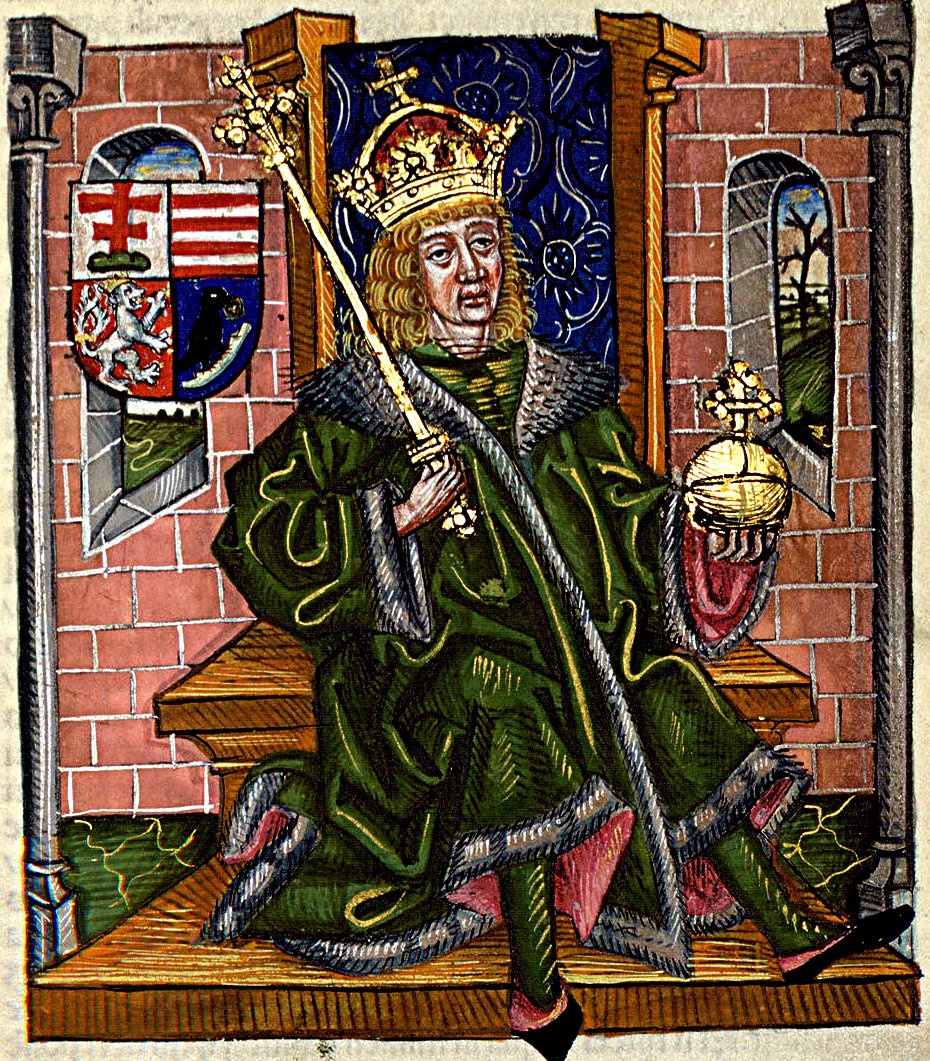
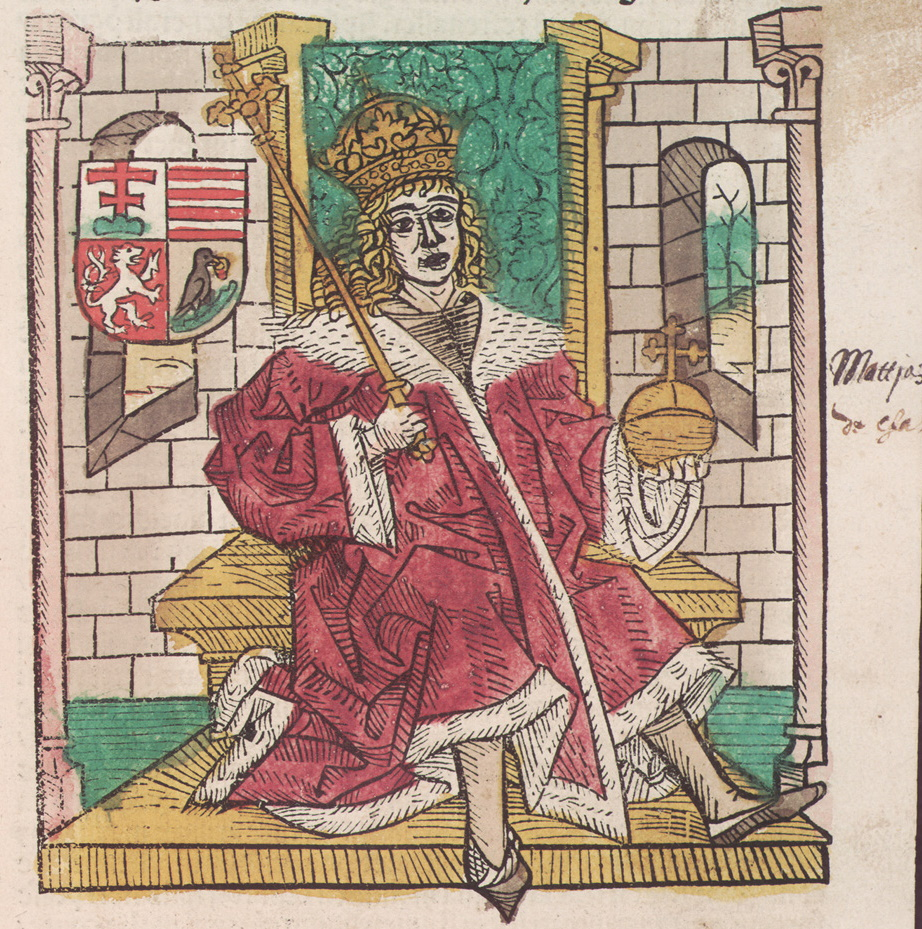
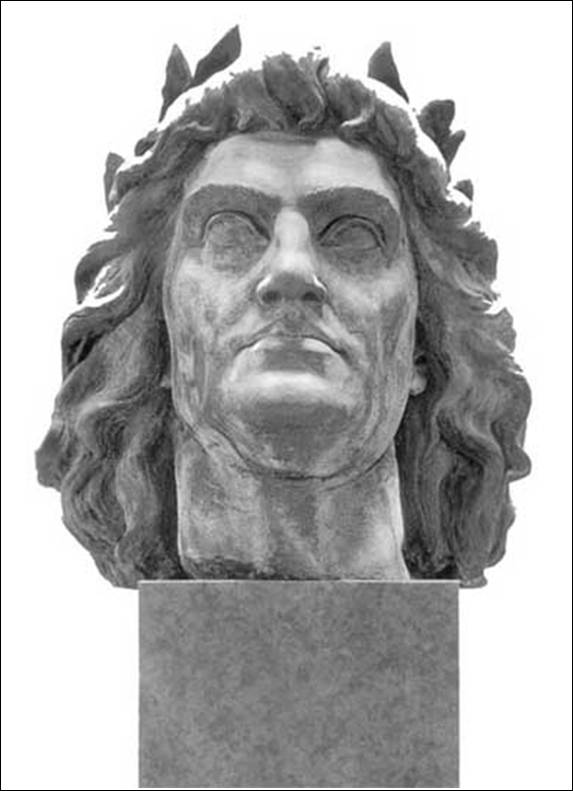
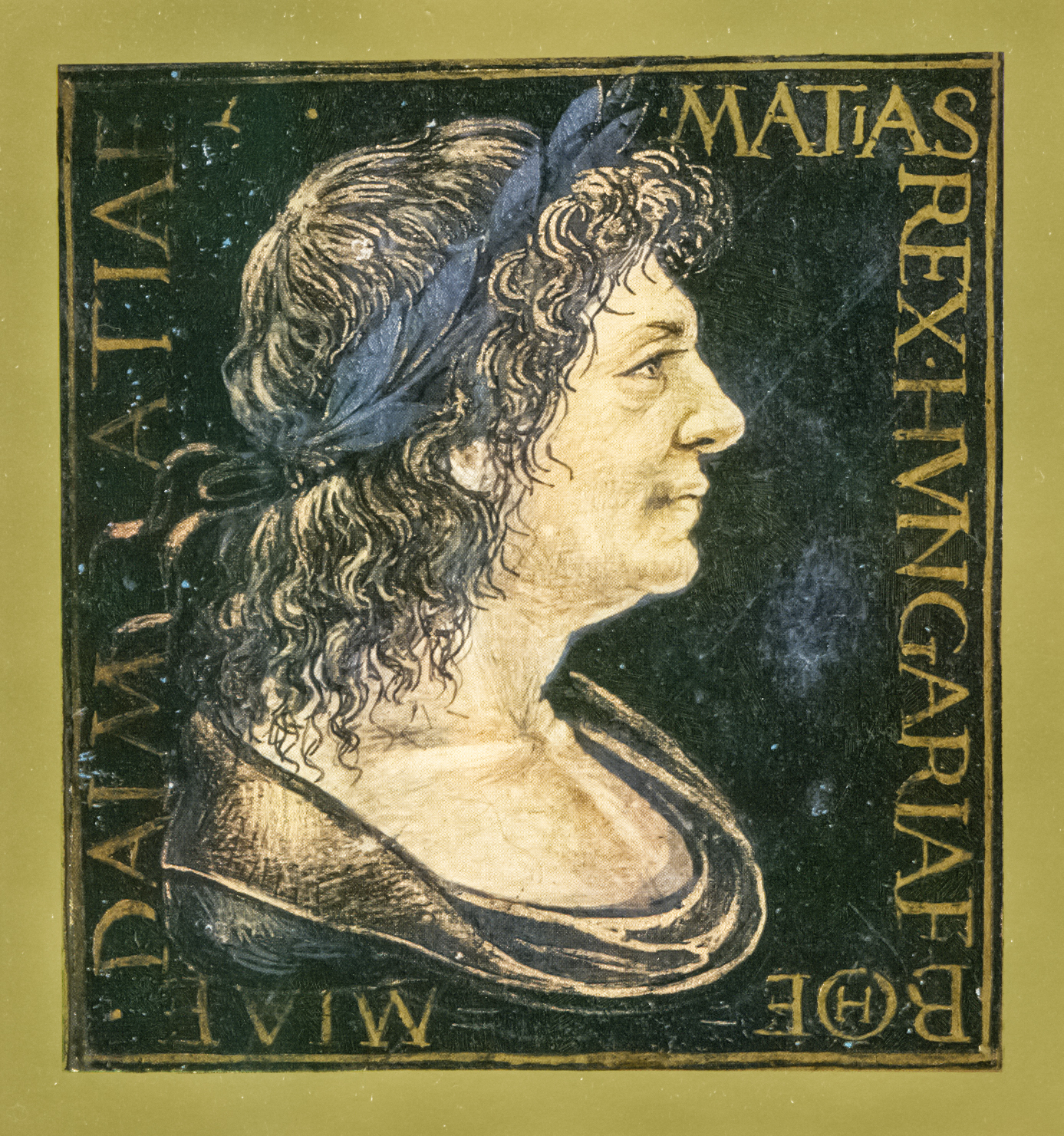

## روابط خارجية
- ماتياس كورفينوس على موقع الموسوعة البريطانية (الإنجليزية)
- ماتياس كورفينوس على موقع إن إن دي بي (الإنجليزية)